# Kamila Bulířová
Kamila Bulířová  (* 7. Juni 1977 in Liberec) vom Direct Alpine Team ist eine tschechische Winter- und Extremsportlerin, die vor allem Triathlon und Skibergsteigen betreibt.
Bulířová ist Mitglied der Tschechischen Skibergsteigen-Nationalmannschaft der Frauen. 2003 erreichte sie mit Lucie Oršulová im Team-Wettbewerb der Europameisterschaft im Skibergsteigen 2003 den zehnten Platz. Ein Jahr später kam sie mit der tschechischen Staffel mit Alice Korbová und Lucie Oršulová auf den vierten Platz und verpasste somit nur knapp eine Medaille.

## Erfolge (Auswahl)

### Skibergsteigen
- Europameisterschaft im Skibergsteigen 2003: 10. Platz im Team mit Lucie Oršulová
- Weltmeisterschaft im Skibergsteigen 2004: 4. Platz in der Staffel mit Alice Korbová und Lucie Oršulová[4]